# Linka T1

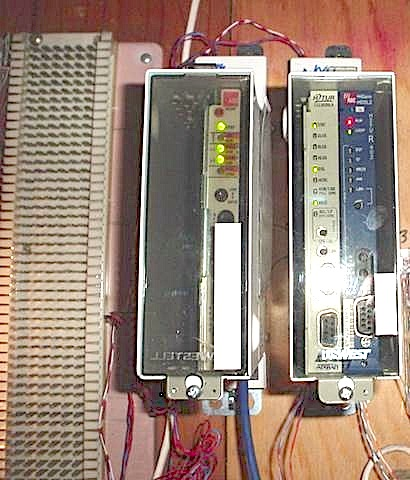
Dvě jednotky síťového rozhraní. Vlevo s jednou kartou, vpravo se dvěma.

Digitální linky T (T1, T2, T3, T4) je společné označení různých multiplexních digitálních telekomunikačních přenosových systémů vyvinutých Bellovými laboratořemi a používaných v Severní Americe, Japonsku a Jižní Koreji.
Základní jednotka systému T-linek je DS-0 s přenosovou rychlostí 64 kbit/s (v obou směrech) navržená pro jeden hlasový okruh. DS0 se používá buď pro přenos hlasu nebo pro přenos dat. T1 linka kombinuje 24 linek o rychlosti 64 kbit/s pomocí multiplexování.
Ve zbytku světa se používají digitální linky E (E1, E2, E3, E4, E5). Písmeno E znamená Evropa. Tyto linky nejsou kompatibilní s T-linkami (i když existují karty umožňující jejich propojení). Nejčastěji používané linky jsou E1 (2 Mbit/s) a E3 (34 Mbit/s).

## T1
Na konci 50. let dvacátého století hledala společnost AT&T náhradu za systémy nosné telefonie využívající frekvenční oddělení pro současný přenos více telefonních hovorů po jedné širokopásmové lince. Tyto systémy umožňovaly efektivní využití meziměstských linek, ale protože vyžadovaly drahé modulátory, demodulátory a filtry pro každý hovorový kanál, jejich používání pro spoje uvnitř jednoho města nebo aglomerace nebylo příliš výhodné. Řešením Bellových laboratoří byla digitalizace telefonního signálu. Při použití pulzně kódové modulace bylo možné sdílet kodér a dekodér mezi více hovorovými kanály, a toto řešení bylo použito v počátcích používání T1 systému v roce 1961. Když později ceny digitální elektroniky poklesly, začaly se používat samostatné kodéry a dekodéry pro každý kanál, ale další výhody digitálního přenosu zůstaly.

### Historická poznámka k 193bitovému T1 rámci
O použití 193bitových rámců bylo rozhodnuto v roce 1958. Pro identifikaci informačních bitů v rámci byly zvažovány za dvě alternativy: buď připojení jednoho dodatečného bitu, nebo celých osmi bitů k rámci. Druhá možnost, která by znamenala 200bitové rámce (25 osmibitových kanálů) je čistší, umožňuje využití 24 kanálů pro hovory a jeden pro správu (OA&M). AT&T však zvolila první možnost, aby zabránila zneužívání dodatečného kanálu pro hovory.
Inženýrský tým, který T1 vytvořil, si už v roce 1962 s prvními komerčními úspěchy T1 uvědomil, že není dobré mít k dispozici pouze jeden bit pro uspokojení rostoucí poptávky po servisních funkcích, a požadoval po AT&T přechod na používání osmibitového kanálu pro správu. Firma AT&T však tento požadavek kategoricky odmítla, protože by měl za následek nekompatibilitu s již nainstalovanými systémy.
Díky této znalosti CEPT při vytváření rozhraní E1 asi o deset let později použila osmibitový kanál pro správu i přes obavy, že tento kanál bude zneužíván pro hlas nebo data.

## T-linky s vyššími rychlostmi
Okolo roku 1970 Bellovy laboratoře vyvinuly systémy s vyššími rychlostmi: T-1C díky sofistikovanější modulaci umožňuje přenos rychlostí 3 Mbit/s na většině stávajících párů kroucených vodičů. T-2 využívá nízkokapacitní kabely s pěnovou izolací pro přenos rychlostí 6.312 Mbit/s (kabely byly vyvinuty pro videotelefonní systém Picturephone). Linky T-4 a T-5 používaly dálkové koaxiální kabely původně určené pro klasické L-linky od AT&T. Mikrovlnné spoje s časovým dělením byly vybaveny vysokorychlostními modemy, které umožňovaly přenos DS1 signálu v té části FM spektra, která neměla dostatečnou kvalitu pro hlasové služby. Později byly tyto radioreléové linky používány pro přenos DS3 a DS4. Během 80. let společnosti jako RLH Industries, Inc začaly pro přenos T1 používat optická vlákna. Tak vznikla Plesiochronní digitální hierarchie.

## Propojování digitálních linek
DS1 linky jsou typicky ukončeny v ústřednách ve společném metalickém propojovacím bodě nazývaném DSX-1. DS1 signál na DSX-1 má obvykle mezivrcholovou úroveň 6 voltů (0dBdsx úroveň signálu na 772 kHz Nyquist) při plus nebo minus 1,2 voltů pro snadné připojení zařízení DS1 NCI s kódem = 04DS9). Při přenosu DS1 po venkovním metalickém vedení se používají dva páry kroucené dvojlinky nazývané anglicky T1 span. T1 opakovače se umisťují s maximálním rozestupem 1800 metrech podle průměru vodičů v kabelu tak, aby ztráty mezi opakovači nepřesáhly 36 dB. Na kabelu nesmí být žádné odbočky.
Nověji jsou T1 linky realizovány buď optickými kabely nebo metalickými HDSL okruhy. Čtyřdrátové HDSL nevyžadují tolik opakovačů jako konvenční T1 rozpětí. Novější dvoudrátové HDSL (HDSL-2) linky jsou schopné přenášet plnou rychlost 1.544 Mbit/s T1 jediným pár měděného drátu až na vzdálenost asi 3.5 km, pokud je použit kabel s US kalibrem 24. HDSL-2 nepoužívá opakovače stejně jako konvenční čtyřvodičové HDSL, nebo novější HDSL-4 systémy.
Jednou z výhod HDSL je možnost používat omezený počet odboček; žádná odbočka však nesmí být méně než 180 metrů od HDSL vysílače. Jak dvou- tak čtyřdrátová HDSL zařízení používají pro vysílání i příjem stejnou dvojicí drátů, na rozdíl od standardní T1, která používá jeden pár pro vysílání a druhý pro příjem.
DS3 se používají minimálně, protože musí mít opakovače každých 180 metrů. Výjimkou je jejich použití v budovách, kde se používají pro propojování a jako mezistupeň před namultiplexováním do SONET linky. Pokud si zákazník objedná DS3, obvykle dostane SONET přípojku do budovy s multiplexorem v rozvodné skříni. Tradiční podoba DS3 linky jsou dva koaxiální kabely (jeden pro vysílání a druhý pro příjem) zakončené konektory BNC.

### Signalizace kradením bitů
Pokud DS0 používají in-band signalizaci, bude osmý bit použitý pro signalizaci přepsaný neboli ukradený z plné kapacity 64 kbit/s DS0. Tento bit způsobuje snížení rychlosti DS0 kanálu na 56 kbit/s (DS0A) ve dvou z dvanácti DS1 rámců, které tvoří T1 superrámec. Nyní, když se používá Signalizační systém č. 7, který pro signalizaci používá zvláštní kanál, je opět možné používat plnou rychlost DS0 kanálu.

## Ceny linek v Severní Americe
DS1 linky se účtují různými způsoby. Obvykle se však cena skládá ze dvou složek:
- cena za místní smyčku (cena za přenos signálu mezi koncovým uživatelem a telefonní ústřednou)
- cena za přístup k telefonní síti nebo k internetu přes poskytovatele připojení (v angličtině nazývané port).

Cena za připojení závisí na přístupové rychlosti, cena místní smyčky na vzdálenosti od ústředny.
Cena smyčky se skládá z několika složek; jednak hraje roli vzdálenost (počítaná v souřadnicích V/H, ne ve standardních GPS souřadnicích). Každá z místních telefonních společností Verizon, AT&T a Qwest účtuje za T linky jinou cenu podle vzdálenosti. Proto má výpočet ceny dva kroky: geomapping vzdálenosti a stanovení místních cenových dohod.
Zatímco většina poskytovatelů používá geografický cenový model popsaný výše, některé konkurenční místní společnosti, jako jsou TelePacific, Integra Telecom, tw telecom, Windstream, Level 3 Communications a XO communications nabízejí tzv. národní ceny.
Podle tohoto cenového modelu, poskytovatel účtuje stejnou cenu bez ohledu na vzdálenost od ústředny. Národní ceny jsou důsledkem zvýšené konkurence v poskytování T linek a komoditizace T linek. Poskytovatelé, kteří používají národní cenovou strategii mohou mít velmi rozdílné marže vůči jejich dodavatelům, telefonním společnostem (např. Verizon, AT&T a Qwest), které používají geografické oceňovaní.
Pro hlasové DS1 linky je výpočet většinou podobný, pouze místo poplatku za přístup k Internetu se účtuje Long Distance Usage (LDU). Celková cena = cena za místní smyčku + sazba za LDU x doba používání.
29. března 2011 vydal patentový úřad Spojených států patent číslo 7 916 844, na software Telarus, který vypočítá ceny T-linek v reálném čase.

## Porovnání T a E linek
| Úroveň | hlas. kanálů | USA     | Evropa  | Japonsko |
| ------ | ------------ | ------- | ------- | -------- |
| DS-0   | 1            | 0,064   | 0,064   | 0,064    |
| DS-1   | 24           | 1,544   |         | 1,544    |
|        | 30           |         | 2,048   |          |
|        | 48           | 3,152   |         | 3,152    |
| DS-2   | 96           | 6,312   |         | 6,312    |
|        | 120          |         | 8,448   |          |
| DS-3   | 480          |         | 34,448  | 32,064   |
|        | 672          | 44,736  |         |          |
|        | 1344         | 91,053  |         |          |
|        | 1440         |         |         | 97,728   |
| DS-4   | 1920         |         | 139,264 |          |
|        | 4032         | 274,176 |         |          |
|        | 5760         |         |         | 397,200  |
| DS-5   | 7680         |         | 565,148 |          |